# 千奇百趣Winter Fun
《千奇百趣Winter Fun》，是香港電視廣播有限公司向日本朝日電視台購買版權而製作的一個資訊遊戲電視節目，以高清技術拍攝。節目主持為森美、阮小儀，助手為廖素屏（趣趣），旁白為林保全、雷碧娜。
本節目是該台早前播出之《千奇百趣》系列之第四輯，以冬日為主題，奇趣內容關於日本境內的奇景。節目於2010年12月13日至2011年1月7日，逢星期一至星期五香港時間22:30-23:00於翡翠台、高清翡翠台播放。
另外，節目播出後於myTV提供節目重溫。

## 遊戲規則
遊戲玩法與第三輯相約。主持會播放三段關於日本的趣怪事情的影片。嘉賓們會為每段影片的趣怪程度評分，最高可給10個「趣」。而每集最後一個片段則要考驗嘉賓的智力，答對之嘉賓可進入「大獎賞」環節。如果嘉賓的解說偏離現實，甚至達離譜程度，更會遭座位上的「扑撃」（前為大拳頭），但這個節目是不會派發任何獎金。
另外，今輯新增了另一玩法。當嘉賓們為每段影片評分後，其中一組嘉賓的評分會於其餘兩組嘉賓猜想後才公佈，下次評分時再估出另一位嘉賓之評分，如此類推。

## 每集內容

### 大考驗
為遊戲正式開始前的熱身遊戲。

### 大獎賞

#### X'mas Ball／New Year Ball
獎賞環節。於每集最後一個片段的題目，主持會按嘉賓的答案，決定為答對或答錯的嘉賓進入本環節。該嘉賓需在限時內把手上的袋儲滿20個橙色乒乓球，成功挑戰之嘉賓會獲得大獎。從第5集開始，只需儲滿15個橙色乒乓球。
為配合播映期間的不同節日，在第1-12集命名為「X'mas Ball」，第13集起改稱「New Year Ball」。

### 每集嘉賓
| 集數 | 播映日期 | 嘉賓                                             | 大考驗                   | 參與大獎賞之嘉賓 | 大獎賞成績 （橙色乒乓球數量） | 最多「趣」片段                     |
| 01   | 12月13日 | 麥長青、張繼聰、 唐劍康、王若琪                  | 快手神偷                 | 麥長青           | 19個（失敗）                  | 水底標神油（20）                   |
| 02   | 12月14日 | 江欣燕、鄧梓峰、 楊思琦                          | 扭扭手指摸鼻哥           | 江欣燕           | 3個（失敗）                   | 龜精（25）                         |
| 03   | 12月15日 | 高海寧、陳倩揚、 朱慧敏                          | 轉出筆平凡               | 高海寧           | 11個（失敗）                  | 呢棵樹好矜貴／不可思議的佛兒（28） |
| 04   | 12月16日 | 譚小環、安德尊、 張美妮                          | 三扒兩撥鬥摺衫           | 譚小環           | 1個（失敗）                   | 神樹一支香（26）                   |
| 05   | 12月17日 | 朱薰、梁漢文、 吳雨霏、鄒凱光、 姚家豪           | 夾紙神功                 | 吳雨霏           | 18個（成功）                  | 大蒜當筷子（19）                   |
| 06   | 12月20日 | 林澄光、周中、 宋熙年、陳爽                      | 射兔仔                   | 陳爽             | 11個（失敗）                  | 詭異孖象梯（17）                   |
| 07   | 12月21日 | 鄧健泓、賈曉晨、 王志安@EO2、 彭懷安@EO2         | 斜塔汽水                 | Otto、Eddie      | 2個（失敗）                   | 青瓜祈福黨／災難屋（18）           |
| 08   | 12月22日 | 沈卓盈、徐淑敏、 周家蔚                          | 單手玩星星               | 徐淑敏           | 2個（失敗）                   | 木乃伊做瘦身（30）                 |
| 09   | 12月23日 | 朱凱婷、高鈞賢、 姚子羚                          | 瞬間轉移 (轉筆)          | 朱凱婷           | 6個（失敗）                   | 仙人掌護法（25）                   |
| 10   | 12月24日 | 麥玲玲、胡定欣、 呂慧儀                          | 紙牌神偷                 | 呂慧儀           | 0個（失敗）                   | 慘劇當有趣+荒廢便利店（25）        |
| 11   | 12月27日 | 梁烈唯、陳自瑤、 葉翠翠                          | 隔空神掌                 | 陳自瑤           | 11個（失敗）                  | 老鼠豬（25）                       |
| 12   | 12月28日 | 王浩信、王君馨、 范振鋒、杜浚斌、 林盛斌         | 念力拉紙巾               | 林盛斌           | 1個（失敗）                   | 花弗火車+三剎孤魂（28）            |
| 13   | 12月29日 | 黃長興、商天娥、 黎諾懿                          | Six-Nine-Nine (同步寫69) | 黃長興           | 11個（失敗）                  | 肥師奶做Model（23）                |
| 14   | 12月30日 | 狄易達、林穎彤、 夏韶聲、葉文輝、 雷安娜、區文詩 | 迷人火柴盒               | 雷安娜           | 6個（失敗）                   | 寡佬大哥大（21）                   |
| 15   | 1月3日   | 吳日言、梁俊軒、 方伊琪、吳彤、 梁奕倫、余翠芝   | 吹波之王                 | 梁俊軒、梁奕倫   | 12／1個（失敗）               | 瘋狂外星迷（20）                   |
| 16   | 1月4日   | 鄭欣宜、吳若希、 鄧英敏、楊秀惠                  | 不可思議平衡叉           | 楊秀惠           | 4個（失敗）                   | 單人匹馬建寒舍（30）               |
| 17   | 1月5日   | 彭健新、何傲芝、 麥皓兒、吳家樂                  | 單指拍金牛               | 何傲芝、麥皓兒   | 結果作廢（失敗）              | 至心酸拉麵／自作孽車霸（22）       |
| 18   | 1月6日   | 八兩金、陳靜、 喬寶寶                            | 拮穿波波                 | 陳靜             | 2個（失敗）                   | 大象奇石（24）                     |
| 19   | 1月7日   | －                                               | －                       | －               | －                            | 通天傘兵（第1位）                  |

## 收視
以下為本節目於香港無綫電視翡翠台、高清翡翠台之收視紀錄：
| 週次 | 集數  | 日期                    | 平均收視 |
| ---- | ----- | ----------------------- | -------- |
| 1    | 01-05 | 2010年12月13日-12月17日 | 22點     |
| 2    | 06-10 | 2010年12月20日-12月24日 | 22點     |
| 3    | 11-14 | 2010年12月27日-12月30日 | 23點     |
| 4    | 15-19 | 2011年1月3日-1月7日     | 22點     |

## 記事
2010年12月31日：由於播映特備節目《奧海城全城狂歡邁向2011》，本節目暫停播映。

## 電視節目的變遷
| 無綫電視 翡翠台、高清翡翠台 星期一至五 22:30-23:00 | 無綫電視 翡翠台、高清翡翠台 星期一至五 22:30-23:00 | 無綫電視 翡翠台、高清翡翠台 星期一至五 22:30-23:00 |
| -------------------------------------------------- | -------------------------------------------------- | -------------------------------------------------- |
|                                                    | 千奇百趣Winter Fun （2010.12.13 - 2011.01.07）     |                                                    |
| 為食一條街 (2010.11.15 - 2010.12.10)               | 紅葉瀛風 (2011.01.10 - 2011.01.21)                 |                                                    |

## 備註
1. ↑  原本統計為24個，但由於吳雨霏從褲袋掏出2個作弊，主持森美又提出袋內每個白色乒乓球扣減2分，結果只得18個。雖然不足20個，但森美認為已有超過15個，亦算成功過關。
2. 1 2 3 4  魔術師Kelvin S.為示範嘉賓。
3. 1 2  2個景點視作1個景點處理。
4. ↑  因彭健新不斷向何傲芝投擲橙色波而令何傲芝較易接到，所以森美判結果作廢。
5. ↑  本集為回顧篇，内容為回顧過往多集以來10段最多「趣」片段，不設嘉賓。

## 外部連結
- 節目網站（页面存档备份，存于）
- myTV[永久]